# Lucio Domicio Domiciano
Lucio Domicio Domiciano  (m. en diciembre de 297) fue un usurpador del Imperio romano contra Diocleciano que se hizo con el poder durante un corto período en Egipto entre junio o julio y diciembre de 297.

## Reinado
Domiciano se rebeló contra Diocleciano en junio o julio de 297, pero murió en diciembre del mismo año, cuando el emperador se dirigió a Egipto para sofocar la revuelta. Hay evidencias numismáticas (monedas acuñadas en Alejandría, base de su rebelión) y papirológicas de las pretensiones al trono del usurpador.
Es posible que su corrector, Aurelio Aquíleo, quien era responsable de la defensa de Alejandría, continuara la revuelta en su nombre tras su muerte; de hecho, solamente en marzo de 298 pudo Diocleciano recuperar la ciudad.